# Rohy
Rohy (deutsch: Rohe) ist eine Gemeinde in Tschechien. Sie liegt sechs Kilometer südlich von Velké Meziříčí und gehört zum Okres Třebíč.

## Geographie
Rohy befindet sich rechtsseitig des Baches Mařek in einer Hanglage im Krischanauer Bergland (Křižanovská vrchovina) im Süden der Böhmisch-Mährischen Höhe. Östlich des Dorfes erhebt sich der Hügel Rohovec (504 m), dahinter liegt das Tal der Oslava mit den Resten der Burg Templštejn.
Nachbarorte sind Oslavice und Osové im Norden, Nesměř und Petráveč im Nordosten, Eliášova Myslivna und Dolní Heřmanice im Osten, Studnice im Südosten, Kundelov und Hodov im Süden, Rudíkov im Südwesten, Vlčatín im Westen sowie Oslavička und Ovčírna im Nordwesten.

## Geschichte
An der Stelle der Ansiedlung Nesměř im Oslavatal befand sich bis ins 12. Jahrhundert das Dorf Nesmír. Dieses wurde nach dem Ausbruch der Pest niedergebrannt und auf seinen Resten später wieder vier Häuser errichtet.
Die erste schriftliche Erwähnung von Rohy erfolgte im Jahre 1377, als Jan II. der Jüngere von Meziříč das Dorf seinem Vetter Jan III. dem Älteren von Meziříč schenkte. Jindřich von Meziříč verkaufte Rohy 1399 an das Kaplanat Meziříčí. 1481 gehörte das Dorf dem Altar des hl. Johannes in der Meseritscher Kirche St. Nikolaus. Bis ins 17. Jahrhundert bestand Rohy aus zehn Häusern. Nach dem Dreißigjährigen Krieg erwarb Rudolf von Kaunitz die Herrschaft Meseritsch. Dessen Sohn verkaufte die Herrschaft einschließlich der zugehörigen 31 Dörfer an Peter Freiherr von Ugarte. Bis 1720 war der Ort auf 20 Häuser angewachsen und hatte 143 Einwohner. 1735 mussten die Grafen Ugarte, die sich mit dem Schlossbau in Meseritsch überschuldet hatte, ihren Besitz an Herzog Leopold von Holstein verkaufen. 1834 lebten in den 25 Häusern von Rohy 108 Menschen.
Nach der Aufhebung der Patrimonialherrschaften bildete Rohy ab 1850 einen Ortsteil der Gemeinde Hodau im Bezirk Velké Meziříčí. 1869 hatte Rohy 180 Einwohner. 1908 entstand die politische Gemeinde Rohy. 1950 bestand der Ort aus 52 Häusern und hatte 217 Einwohner. Im selben Jahre fand die Grundsteinlegung für eine neue Schule statt. Seit 1961 gehört Rohy zum Okres Třebíč. Die Schule wurde 1975 wegen zu geringer Schülerzahl geschlossen. Seit 2002 führt die Gemeinde ein Wappen und Banner.

## Sehenswürdigkeiten
- Reste der Burg Templštejn (Tempelstein), über der Einmündung eines Baches in die Oslava bei der Eliášova Myslivna (Forsthaus Elias).
- Kapelle des Allerheiligsten Herzen des Herren